# Jacques Chausson
Jacques Chausson (1618 circa – 29 dicembre 1661) è stato uno scrittore e doganiere francese, noto per il processo per sodomia omosessuale di cui fu protagonista.

## L'accusa
Chausson fu arrestato a Parigi il 16 agosto 1661 con l'accusa di avere tentato di stuprare un giovane nobile, il paggio diciassettenne Octave des Valons.

## Il processo
Il processo ebbe come esito una condanna per sodomia e prossenetismo di ragazzi, e la condanna a morte. La condanna fu eseguita il 29 dicembre 1661. A Chausson fu tagliata la lingua prima del rogo, ed egli fu bruciato vivo (cioè senza essere stato preventivamente garrotato, secondo la prassi più comune e "pietosa"). Assieme a lui fu bruciato anche il suo complice Jacques Paulmier detto "Fabri".

## Importanza del processo
Il processo ebbe un'eco molto ampia, entrando a fare parte della manciata di "casi esemplari" di condanne per sodomia citate anche decenni dopo il fatto come casi noti a tutti. In occasione del rogo furono scritte numerose pasquinate, che ebbero ampia diffusione. Quello di Chausson è uno dei processi per sodomia premoderni più citati dagli storici odierni.